# Церковь Успения Пресвятой Богородицы (Варшава)
 Памятник культуры (регистрационный номер 307 от  1 июля 1965 года)
Церковь Успения Пресвятой Богородицы (пол. Cerkiew Zaśnięcia Najświętszej Marii Panny) — церковь украинской грекокатолической церкви, расположенная в Варшаве на улице Мёдовой № 16. Сокафедральный собор Перемышльско-Варшавской архиепархии. Настоятелем в настоящее время является отец Пётр Кучка.
Полное название: Сокафедральный собор украинской католической церкви византийского обряда приход Успения Пресвятой Богородицы и св. епископа и мученика Иосафата (пол. Parafia Konkatedralna Ukraińskiego Kościoła Katolickiego obrządku bizantyjskiego pw. Zaśnięcia Najświętszej Bogurodzicy i św. Jozafata biskupa i męczennika).

## История
Василиане прибыли в Варшаву в 1721 году из униатского Благовещенского монастыря в Супрасле. Первоначально они обосновались на ул. Подвале. Торжественный приём в честь братства во дворце униатского митрополита состоялся 22 июня 1745 года. Приём был организован коронным референдарием Юзефом Залуским. В приёме приняли участие члены капитула церкви св. Иоанна, городской клир и магистрат. Покровителем ордена объявил себя король Август III, который в 1760 году подарил василианам участок земли при улице Мёдовой № 16, где первоначально была построена часовня.
Другие источники дают другое описание строительства храма — Репнинский сейм в 1768 году принял т. н. «кардинальные права», которые позволили василианам основать фонд, приобретший участок земли за 200 000 злотых и начать строительство монастыря в Уяздове. Деньги для фонда выделили король и василианский орден. Руководящий строительством о. Комаркевич из Супрасля не справился с работой и после нескольких лет строительства был возведён только фундамент. После его смерти фонд был разорён, а король землю отобрал. Епископ Смогожевский решил построить на собственные средства на принадлежащем ему участке между улицами Мёдовой и Подвале монастырь и церковь. Начало строительства открыл нунций 12 мая 1781 года.
Церковь и монастырь были возведены на средства митрополита Киевского Ясона Смогожевского в 1782—1784 годах. Проект строительства составил Доминико Мерлини.
Освящение церкви состоялось 25 августа 1784 года.
Во время российского владычества монастырь некоторое время был единственным василианским монастырём на территории Российской империи, пока не был передан под юрисдикцию РПЦ в 1875 году в рамках ликвидации Холмской греко-католической епархии. После восстановления независимости Польши монастырь в 1929 году был частично возвращён его исконным владельцам, с 1932 года стал приходским, а ещё через четыре года василианам был возвращён весь комплекс.
Церковь была целиком уничтожена во время варшавского восстания. Восстановлена в 1946—1949 годах под руководством архитектора Грудзиньского. Монастырь был единственным легально действующим василианским монастырём на всей территории советского влияния.
В церкви дважды бывал папа римский Иоанн Павел II: 16 июня 1987 года он по политическим причинам без предварительного объявления посетил церковь и во второй раз — 11 июня 1999 года, когда он встретился здесь с греко-католическими иерархами и верующими.
Сейчас церковь является сокафедральным собором Перемышльско-Варшавской архиепархии и единственной греко-католической церковью Варшавы.

## Архитектура
Так как церковь и монастырь являлись частью общей застройки улицы Мёдовой, то не могли быть возведены в стиле, обычном для церквей восточного обряда. Доминико Мерлини спроектировал церковь в стиле классицизма, объединив в одном строении культовую часть и монастырские жилые помещения. Церковь имеет три отдельных входа, разделяющие эти части между собой. На классическом фасаде размещены четыре ионические колонны, над которыми в тимпане барельеф Всевидящего ока. Венчает тимпан крест. Между пилястрами размещены прямоугольные, обычные для архитектуры XVIII столетия, окна, самые высокие из которых расположены на втором этаже здания.
Помещение церкви облицовано мрамором. В алтарной части находится икона работы Франциска Смуглевича Успение пресвятой Девы Марии, а на стенах барельефы св. Онуфрия и св. Василия, того же автора.
При церкви действует хор, который исполняет песни украинских, российских, болгарских, армянских и грузинских композиторов. Литургия проводится по канонам восточного обряда на украинском языке.